# Paul Bryant
Paul Carlton Bryant (* 22. September 1933 in Asbury Park (New Jersey); † 4. Dezember 2009 in Los Angeles) war ein US-amerikanischer Schauspieler, später Organist und Jazzpianist, genannt The Central Avenue Kid.

## Biografie
Bryant wuchs in South Los Angeles auf; seine Mutter hatte Theaterwissenschaft studiert und versuchte, eine Hollywoodkarriere zu beginnen. Ab vier Jahren hatte Bryant Klavierunterricht am John Gray Conservatory of Music, was er 16 Jahre fortsetzte. Seine Künstlerkarriere begann als Kinderstar, als er als Stepptänzer, Sänger und Pianist auftrat; 1943 debütierte er beim CBS-Radio. Bereits 1942 hatte er einen ersten Filmauftritt in W. S. Van Dykes Komödie I Married an Angel; es folgten kleinere Rollen in George Marshalls Star Spangled Rhythm und Sam Woods Saratoga Trunk (1945) an der Seite von Gary Cooper und Ingrid Bergman. Insgesamt hatte er als Kind in den 1940er Jahren in über 22 Filmen mitgewirkt.
In den 1950er und 1960er Jahren wurde er vor allem als Musiker des West Coast Jazz und Soul Jazz bekannt, stilistisch stark von Jimmy Smith und Jack McDuff geprägt. Er legte mehrere Singles (darunter They Can’t Take That Away from Me) und insgesamt acht Alben vor, die bei Pacific Jazz und Fantasy Records erschienen. Er konzertierte u. a. in der Count Basie's Lounge in New York, dem Blackberry Jazz Club in Japan und regelmäßig in den Clubs Dynamite Jackson's und Last Word in Los Angeles.